# Квитинский, Вячеслав Антонович
Вячесла́в Анто́нович Квитинский (25 ноября 1920 — 30 ноября 1995) — Герой Советского Союза, участник партизанского движения на Украине, в Белоруссии, Польше и Чехословакии, командир партизанской бригады. 

## Биография
Вячеслав Антонович Квитинский родился 25 ноября 1920 года в посёлке Антовильно Витебской губернии в крестьянской семье. По национальности — белорус.
Закончив Лепельскую среднюю школу, осенью 1939 года Вячеслав поступил в Ленинградский педагогический институт имени Покровского.

### В Красной Армии
Был призван в ряды Красной Армии в ноябре 1939 года и был направлен в школу 376-го гаубичного артиллерийского полка. В составе этого полка с декабря 1939 года по март 1940 года Квитинский принимал участие в советско-финском конфликте на Карельском перешейке. Вернувшись с фронта, окончил полковую школу и был назначен командиром орудия.
В составе 376-го гаубичного артиллерийского полка Квитинский с начала Великой Отечественной войны вёл бои против немецких войск в районе Добромиля Дрогобычской области. 8 августа 1941 года полк попал в окружение вблизи села Подвысокое Кировоградской области. Уничтожив орудия по приказу командования, артиллеристы продолжали вести бои против немецких войск в составе стрелковых частей, пытаясь прорвать кольцо окружения.

### В партизанском движении
Установив в октябре связь с Новоград-Волынским подпольем в районе Коростеня, Квитинский с группой бойцов начал выполнять задачи по уничтожению линий вражеской связи и разрушению дорог на участке Житомир — Новоград-Волынский — Корец.
В июне 1942 года Вячеслав вступил в партизанский отряд «Первый Волынский» пулемётчиком. Он выполнял боевые задания по разгрому немецких частей в Городницком, Емильчинском, Коростенском и Новоград-Волынском районах. 16 июля 1942 года партизанский отряд «Первый Волынский» объединился с разведывательной группой Генерального штаба Красной Армии. Во второй половине 1942 года партизанская диверсионно-разведывательная группа под командованием В. А. Квитинского взорвала 4 немецких эшелона с живой силой и техникой на участке железной дороги Коростень — Олевск.
В феврале 1943 года Квитинский присоединился к партизанскому отряду под командованием Андрея Михайловича Грабчака. Диверсионно-разведывательная группа под командованием Квитинского с февраля по октябрь взорвала 11 немецких эшелонов на железной дороге Коростень — Сарны, Шепетовка — Новоград-Волынский. По решению Украинского штаба партизанского движения партизанский отряд под командованием Грабчака был переформирован в соединение партизанских отрядов. Квитинского назначили командиром отряда «Красный фугас». За 1943 год партизаны отряда «Красный фугас» взорвали 40 воинских эшелонов немцев и не раз выводили из строя телефонную связь между Винницей и Берлином на участке Корец — Новоград-Волынский.

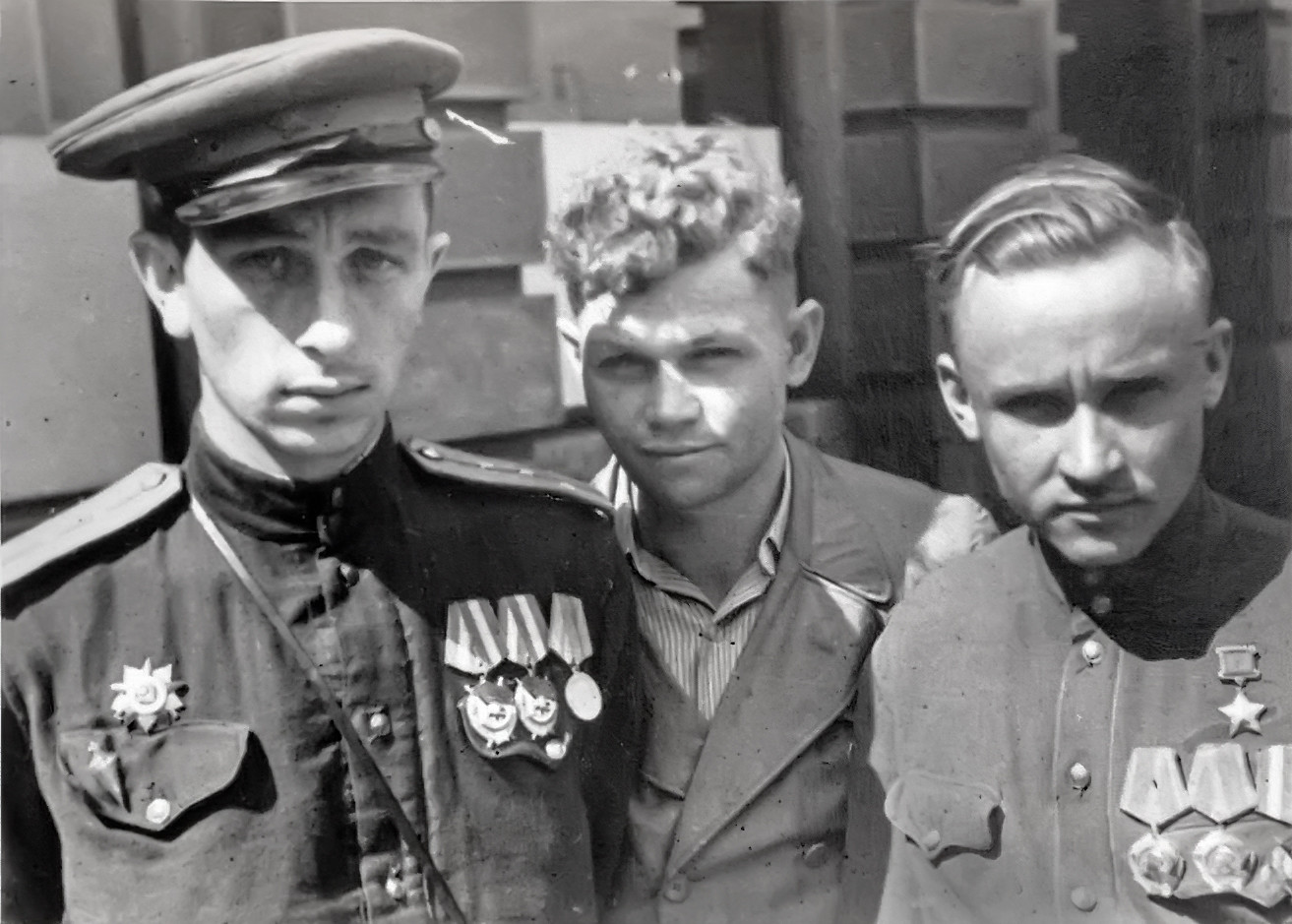
Квитинский Вячеслав Антонович (справа), Герой Советского Союза, командир партизанской бригады имени К. Готвальда; Волянский Евгений Павлович (слева), командир партизанской бригады «За свободу славян», и неизвестный партизан (в центре), 1945 г.

В январе 1944 года — после освобождения частями Красной Армии Новограда-Волынского — отряд «Красный фугас» получил приказ выйти в район Бреста для диверсионных действий на железных дорогах Ковель — Брест и Пинск — Брест. Бойцы отряда в течение трёх месяцев пустили под откос 19 воинских эшелонов немцев с живой силой и техникой. В апреле 1944 года отряд был расформирован, а Квитинский был направлен в распоряжение Украинского штаба партизанского движения.

### Формирование ударной диверсионной группы
Украинский штаб партизанского движения  направил Квитинского для обучения в Школе особого назначения в Ровно. В июне 1944 года было принято решение о создании группы особого назначения для действий в тылу врага. Командиром группы стал Квитинский, комиссаром – Денисов, начальником штаба Рахманов, начальником разведки Николаенко, врачом Светлаков и радистом Бутрик. В группу  вошли Островский, Олейник, Троицкий, Лозовой, Остапчук, Лабунец, Чуйков, Абушев, Невмержицкий, Аристархов, Давидович, Захарчук, Кобелев, Дорошик, Тупиков, Коневич и Миронов. Всего группа включала 23 человека со специальной подготовкой и огромным опытом диверсионно-разведывательной работы.

### Словацкий рейд
27 июня 1944 года отряд на двух самолётах «Дуглас» был десантирован в тылу врага в районе Чорна Гура Дрогобычской области, откуда пешим порядком через горы и вражеские заставы начал рейд в Словакию. Отряд собирал такое количество важной информации, что один радист бригады, Александр Сергеевич Бутрик, не успевал ее передавать в полном объеме. Поэтому решением Украинского штаба партизанского движения в группе Квитинского был создан радиоузел, усиленный специально заброшенными дополнительно радистами. Они смогли не только наладить передачу информации, но и организовать радиоигру с фашистами и выиграть её.
В августе 1944 года отряд был переформирован в партизанскую бригаду имени Клемента Готвальда, после присоединения солдат восставшей словацкой армии, а также советских военнопленных и местного населения. Командиром бригады был назначен Вячеслав Квитинский.
С августа 1944 года по февраль 1945 года — за время боевых действий бригады — было осуществлено 156 боевых операций, пущено под откос 48 воинских эшелонов и один бронепоезд, взорвано два танка и 130 автомашин, убито и ранено более тысячи немецких солдат и офицеров. В феврале передовые части Красной Армии соединились с бригадой Квитинского, которая вместе с ними продолжила движение на запад.
Указом Президиума Верховного Совета СССР от 2 мая 1945 года за выполнение боевых задач командования и особые заслуги в развитии партизанского движения Вячеславу Антоновичу Квитинскому присвоено звание Героя Советского Союза с вручением ордена Ленина и медали «Золотая Звезда» (№ 7405).
В 1945 году Вячеслав Квитинский стал коммунистом, вступив в ВКП (б).

### После войны
После войны Квитинский, окончив Киевский государственный университет имени Т. Г. Шевченко, работал лектором общества «Знание». Был заведующим отделом пропаганды Киевской областной организации Украинского общества охраны памятников истории и культуры.
Жил в Киеве до своей кончины, скончался 30 ноября 1995 года. Похоронен в Киеве на Байковом кладбище.
Награждён двумя орденами Ленина, орденом Красного Знамени, четырьмя орденами ЧССР, польским орденом Золотой крест «Виртути милитари», украинским Орденом Богдана Хмельницкого III-й степени (1995) и различными медалями. Почётный гражданин города Новоград-Волынский